# Joram Willink
Joram Willink (Almelo, 22 april 1975) is een Nederlands filmproducent.
Hij is samen met Piet-Harm Sterk eigenaar van productiebedrijf BIND. In 2015 ontving Willink met dit bedrijf een wereldwijde Emmy Award voor zijn film Alles mag van regisseur Steven Wouterlood. In 2015 won hij het Gouden Kalf voor beste film voor de film Gluckauf van regisseur Remy van Heugten. Willink initieerde en produceerde de bioscoopfilm De veroordeling over de omstreden Deventer moordzaak en de behandeling hiervan in de Nederlandse media. De film werd genomineerd voor 11 Gouden Kalveren en won er uiteindelijk vier: voor Beste Film, Beste Scenario, Beste Hoofdrol en Beste Bijrol. Willink won in 2021 voor De veroordeling het Gouden Kalf voor beste film. 
De 6-delige documentairepodcast De Deventer mediazaak, eveneens over de Deventer moordzaak, werd door Willink geïnitieerd en hij maakte deze samen met Annegriet Wietsma. Samen wonnen ze in 2021 the Dutch podcast award en De Tegel in de categorie audio-podcast.

## Filmografie
- 2004: Shouf Shouf Habibi! van Albert ter Heerdt[5]
- 2006: Bolletjes Blues van Karin Junger en Brigit Hillenius[6]
- 2014: Alles mag van  Steven Wouterlood
- 2015: King's Day van Steven Wouterlood
- 2015: Gluckauf - Son of Mine van Remy van Heugten[7]
- 2015: De leerling van Rutger Veenstra[8]
- 2016: Superstar Vr van Steven Wouterlood[9]
- 2017: Jungle van Hetty de Kruijf[10]
- 2017: Gamechanger van Christian van Duuren
- 2018: Nothing to Declare van Hetty de Kruijf[11]
- 2018: Mooi Geweest van Mari Sanders[12]
- 2018: Ga Niet Naar Zee van Sander Burger[13]
- 2019: Mijn bijzonder rare week met Tess van Steven Wouterlood
- 2019: Kamer 330 van Jenneke Boeijink
- 2020: Peronae van Maartje Bakers
- 2021: A Thousand Fires van Saeed Taji Farouky, Joram Willink is hier Coproducer
- 2021: De veroordeling van Sander Burger
- 2022: El Houb van Shariff Nasr